# Clark Burdick
Clark Burdick, född 13 januari 1868 i Newport i Rhode Island, död 27 augusti 1948, var en amerikansk politiker (republikan). Han var ledamot av USA:s representanthus 1919–1933.
Burdick efterträdde 1919 George F. O'Shaunessy som kongressledamot och satt i fjorton år i representanthuset.
Burdick är begravd på St. Mary's Episcopal Cemetery i Portsmouth i Rhode Island.